# Fuente-Álamo
Fuente-Álamo is een gemeente in het zuidoosten van de Spaanse provincie Albacete in de regio Castilië-La Mancha met een oppervlakte van 133 km². De gemeente telt 2.574 inwoners (1 januari 2016). Fuente-Álamo betekent letterlijk 'Bron bij de populier'. De bron met wat bomen eromheen aan de voet van de berg El Cerron ('de grote ronde top') vormt nog altijd het centrum van het dorp.
Fuente-Álamo heeft een sterk agrarisch gerichte bevolking. Er is een lokale wijncoöperatie San Dionisio. Het dorp wordt al sinds eind jaren 60 jaarlijks in juni bezocht door aardwetenschappers van de Vrije Universiteit Amsterdam, eerst voor doctoral veldwerk, later omdat de eerstejaarsstudenten hier veldwerk doen. dr. Harm Rondeel begon het gebied rond het dorp, bij Jumilla en gehucht Cancarix te gebruiken voor dit doel in de jaren 70.  Bernd "Bernardo" Andeweg is sinds 1996 begeleider en later ook coordinator van dat veldwerk. In de jaren 2005-2010 zijn er op grote schaal windmolens rond het dorp gebouwd.
Ook in de provincie Murcia is een Fuente Álamo.

## Demografische ontwikkeling
Bron: INE, 1857-2011: volkstellingen
Abengibre · Alatoz · Albacete · Albatana · Alborea · Alcadozo · Alcalá del Júcar · Alcaraz · Almansa · Alpera · Ayna · Balazote · Balsa de Ves · Barrax · Bienservida · Bogarra · Bonete · Carcelén · Casas de Juan Núñez · Casas de Lázaro · Casas de Ves · Casas-Ibáñez · Caudete · Cenizate · Chinchilla de Monte-Aragón · Corral-Rubio · Cotillas · El Ballestero · El Bonillo · Elche de la Sierra · Férez · Fuensanta · Fuente-Álamo · Fuentealbilla · Golosalvo · Hellín · Higueruela · Hoya-Gonzalo · Jorquera · La Gineta · La Herrera · La Recueja · La Roda · Letur · Lezuza · Liétor · Madrigueras · Mahora · Masegoso · Minaya · Molinicos · Montalvos · Montealegre del Castillo · Motilleja · Munera · Navas de Jorquera · Nerpio · Ontur · Ossa de Montiel · Paterna del Madera · Peñas de San Pedro · Peñascosa · Pétrola · Povedilla · Pozo Cañada · Pozo-Lorente · Pozohondo · Pozuelo · Riópar · Robledo · Salobre · San Pedro · Socovos · Tarazona de la Mancha · Tobarra · Valdeganga · Vianos · Villa de Ves · Villalgordo del Júcar · Villamalea · Villapalacios · Villarrobledo · Villatoya · Villavaliente · Villaverde de Guadalimar · Viveros · Yeste